# Somber Eyes to the Sky
Somber Eyes to the Sky è il primo album del gruppo statunitense metalcore/thrash metal Shadows Fall ed è l'album del gruppo più orientato verso il death metal.

## Tracce
1. Revel in My Loss – 5:48
2. Pure – 6:11
3. Lead Me Home – 2:58
4. To Ashes – 5:53
5. Nurture – 5:16
6. Fleshold – 3:44
7. Eternal – 4:07
8. Suffer the Season – 4:12
9. Somber Angel – 6:34
10. Lifeless – 3:44

## Formazione
- Philip Labonte - voce
- Matt Bachand - chitarra, voce
- Jonathan Donais - chitarra, voce
- Paul Romanko - basso
- David Germain - batteria